# Sommerspiele Dubrovnik
Die Sommerspiele Dubrovnik (kroatisch Dubrovačke ljetne igre) sind ein Theaterfestival, das seit 1950 jährlich in der kroatischen Stadt Dubrovnik abgehalten wird.

## Geschichte

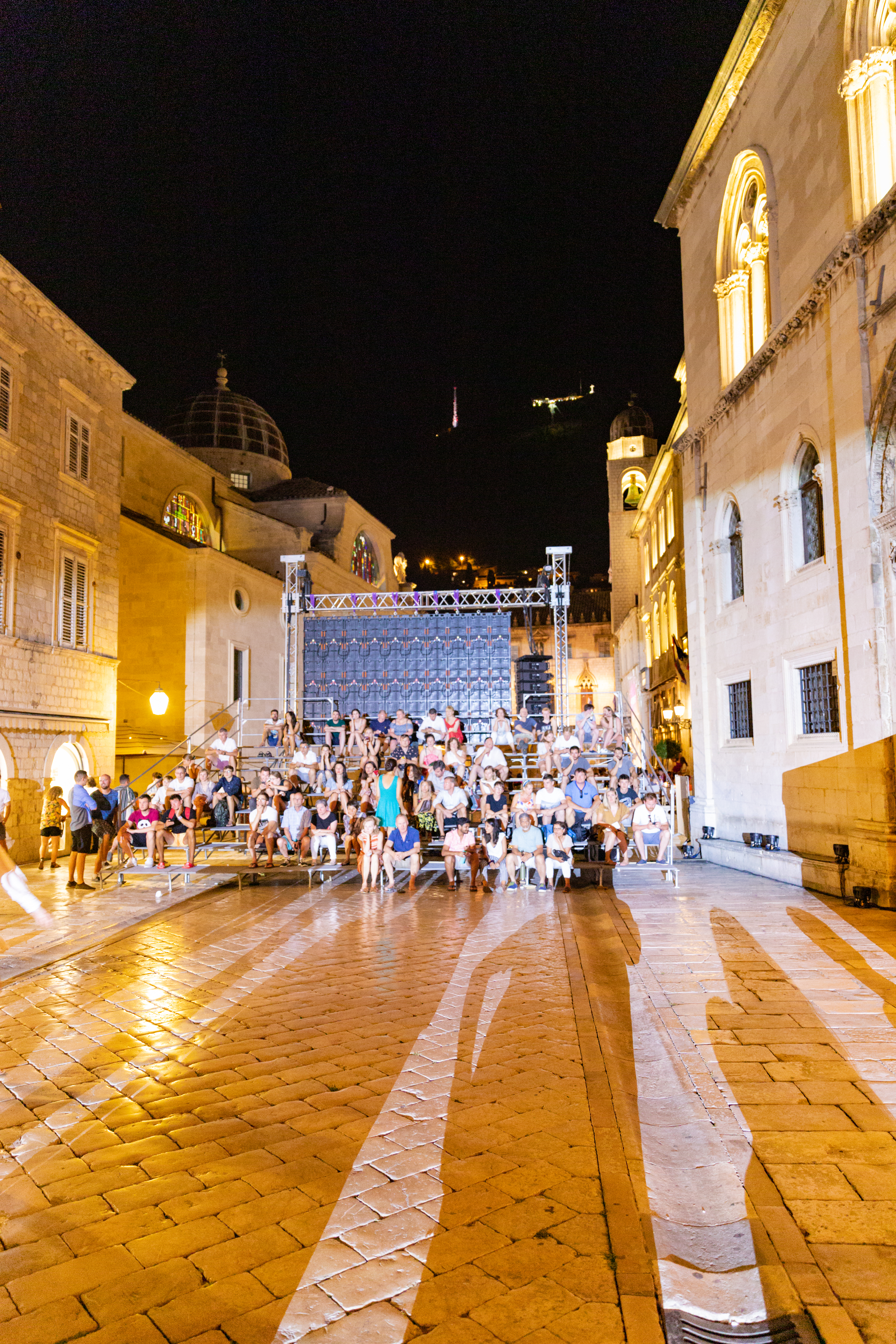
Zuschauer an den Sommerspielen Dubrovnik im Jahr 2019

Das Festival findet jeweils im Juli und August statt. Gespielt wird auf Freiluftbühnen in der ganzen Stadt. Seit 1952 trägt es den heutigen Namen, 1994–2001 hieß es kurzzeitig Dubrovački ljetni festival („Sommerfestival Dubrovnik“).
Zu Beginn konzentrierte sich das Repertoire vor allem auf ältere Literatur (Antike, Renaissance, Barock), mit der Zeit wurde es immer mehr ausgeweitet, auch auf Gegenwartsliteratur. Im Atrium des Rektorenpalastes und im Sponza-Palast finden auch Konzerte statt. Hauptverantwortlich für die Musik ist das Dubrovniker Sinfonieorchester.
Ein besonderer Schwerpunkt lag von Anbeginn auf den Komödien und Schäferspielen des Dubrovniker Renaissance-Dramatikers Marin Držić. Sein Hauptwerk Dundo Maroje wird jährlich gespielt, auch Der Geizhals und Der Streich an Stanac werden regelmäßig aufgeführt.

## Bisherige Spiele
Die folgende Liste enthält die jeweiligen Erstaufführungen, sofern sie recherchierbar sind.
| Saison | Jahr | Programm |
| ------ | ---- | --- |
| 1      | 1950 | Marin Držić: Dundo Maroe – Marin Držić: Der Geizhals – Martin Benetović: Komedija od Raskota                                                                                        |
| 2      | 1951 | Marin Držić: Plakir – Lope de Vega: Lukava luda |
| 3      | 1952 | Marin Držić: Der Streich an Stanac/Tirena – Carlo Goldoni: Viel Lärm in Chiozza – William Shakespeare: Hamlet                                                                       |
| 4      | 1953 | Marin Držić: Tripče de Utolče – Johann Wolfgang von Goethe: Iphigenie auf Tauris – Ivo Vojnović: Na taraci                                                                          |
| 5      | 1954 | Hanibal Lucić: Robinja – Molière/Marin Tudizić: Ilija Kuljaš – William Shakespeare: Ein Sommernachtstraum                                                                           |
| 6      | 1955 | Pierre Corneille: Der Cid – Carlo Goldoni: Der Diener zweier Herrn – George Bernard Shaw: Don Juan in der Hölle                                                                     |
| 7      | 1956 | Ivan Gundulić: Dubravka – Dan Totheroh: Ukradeni princ i izgubljena princeza |
| 8      | 1957 | Johann Wolfgang von Goethe: Faust – Molière/Marin Tudizić: Jovadin – Sophokles: König Ödipus                                                                                        |
| 9      | 1958 | Marijan Matković: Heraklo |
| 10     | 1959 | Jean Anouilh: Antigone – Samuel Beckett: Spiel – Euripides/Marin Držić: Hekuba – William Faulkner: Requiem für eine Nonne – Eugène Ionesco: Die Stühle – Ranko Marinković: Zagrljaj |
| 11     | 1960 | Guilherme Figueiredo: Lisica i drozd – Miroslav Krleža: Aretej – Aleksandar Obrenović: Varijacij – Jean Racine: Phèdre                                                              |
| 12     | 1961 | Eustache d'Amiens: Mesar iz Abbevillea – Jovan Sterija Popović: Pokondirena tikva – William Shakespeare: Was ihr wollt                                                              |
| 13     | 1962 | Molière: Die Schule der Frauen – William Shakespeare: Der Sturm – William Shakespeare: Romeo und Julia                                                                              |
| 14     | 1963 | Velimir Lukić: Dugi život kralja Osvalda |
| 15     | 1964 | William Shakespeare: Heinrich V. – William Shakespeare: Verlorene Liebesmüh – William Shakespeare: Othello                                                                          |
| 16     | 1965 | Dobrica Ćosić: Otkrića – Ivo Vojnović: Dubrovačka trilogija |
| 17     | 1966 | Pedro Calderón de la Barca: Der Richter von Zalamea – Molière: Don Juan |
| 18     | 1967 | Martin Benetović: Hvarkinja – Nikola Nalješković: Drei Farcen |
| 19     | 1968 | Martin Gazarović: Prikazanje života i muke Sv.Ciprijana i Justine |
| 20     | 1969 | August Strindberg/Friedrich Dürrenmatt: Play Strindberg – Ivan Supek: Heretik |
| 21     | 1970 | William Shakespeare: Julius Caesar – Ludovico Ariosto: Der rasende Roland – Alfred Jarry: König Ubu – Molière: Tartuffe – William Shakespeare: Macbeth                              |
| …      | …    | |
| 76     | 2025 | |